# Museo Teatral de La Scala
El Museo Teatral de La Scala (en italiano: Museo Teatrale alla Scala) es una institución museística ubicada en el Casino Ricordi, adyacente al Teatro de La Scala en Milán, Italia. Conserva una rica colección de pinturas relacionadas con el mundo de la ópera y teatro en general, bocetos escenográficos, cartas, retratos, autógrafos e instrumentos musicales.

## Historia

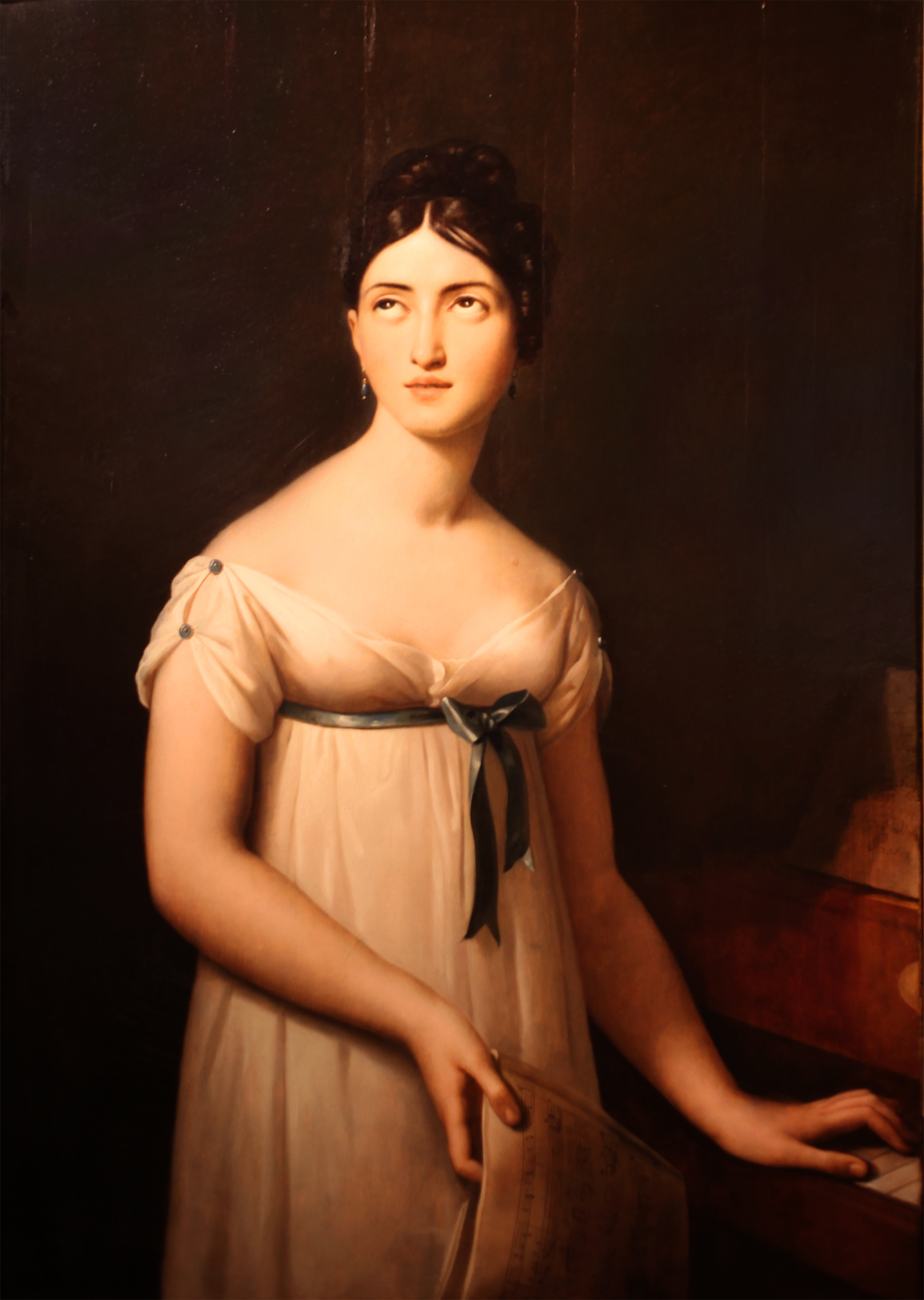
Giuditta Pasta, por Giacomo Serangeli, conservada en Museo.

El primer núcleo de museo se estableció en 1911 con la adquisición de una colección privada de Jules Sambon, un aficionado del teatro, en una subasta en París. La compra fue posible gracias a las suscripciones públicas y una asignación gubernamental. La cuota de suscripción era 5000 liras, que en ese momento era una cantidad considerable (cerca de 15 000 euros en la actualidad). La colección estaba destinada a documentar la historia del espectáculo, desde la sus inicios hasta la actualidad. Inicialmente sin relación con el Teatro de la Scala. El museo fue inaugurado oficialmente el 8 de marzo de 1913.
En los años siguientes se agregaron muchas donaciones y adquisiciones al núcleo inicial de la colección. Durante la Segunda Guerra Mundial la colección se trasladó a un lugar seguro para su custodia y a su final, después de una reconstrucción, el museo fue reorganizado por Fernanda Wittgens. El área expositiva del museo cuenta con 14 salas y exhibe bustos de mármol, retratos de compositores, directores y artistas, instrumentos musicales, entre otros. Algunas de la pinturas del museo representan el Teatro de la Scala, como por ejemplo el de Angelo Inganni que representa la fachada de La Scala en 1852, cuando todavía no estaba tan cerca de los edificios y la Piazza della Scala no se había construido.
Entre las obras expuestas se encuentran:
- Un virginal del siglo XVII completamente decorada, obra de Francesco Guaracino.
- Una colección de porcelana (procedente de las fábricas de Capodimonte, Doccia y Meissen), entre los que figuran máscaras de comedia, instrumento musicales y otros.
- Un boceto del interior de La Scala realizado por Angelo Monticelli.
- Un instrumento musical de  Evaristo Baschenis.
- Un retrato de María Malibrán realizado Luig Pedrazzi.
- Un retrato de Giuditta Pasta realizado por Giacchino Serangeli.

## Biblioteca

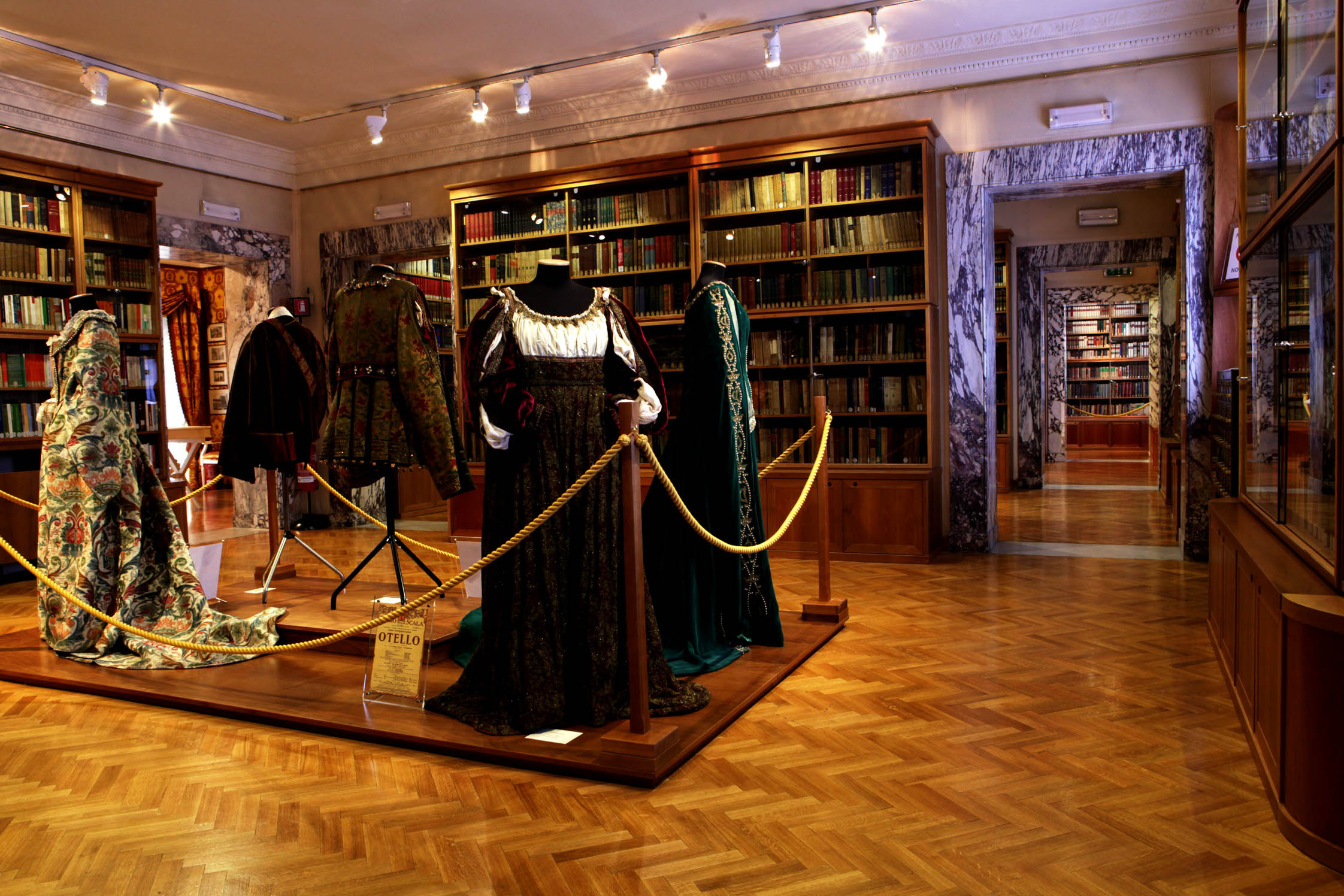
Una de las salas de la biblioteca.

La biblioteca Livia Simoni fue anexada al museo, con cerca de 10 000 volúmenes de historia y crítica teatral y partituras musicales. En 1954, de acuerdo con el testamento de crítico y comediógrafo Renato Simoni, sea realizó la donación de varios libros, aumentando la colección de la biblioteca, llegando 40 000 libros. En memoria de la madre del crítico, la biblioteca fue nombrada Livia Simoni. Luego fueron fusionadas la colección del actor Ruggero Ruggeri (adquirida en la Casa de Risparmio, en Lombardía) y la del escritor Arnaldo Fraccaroli, donada por su hijo.
Hoy en día, el patrimonio de libros de la biblioteca se compone de más de 150 000, lo que la convierte en una de las bibliotecas más importantes por la riqueza e integridad de las colecciones en los campos del teatro, la ópera, la música y la danza. El patrimonio bibliográfico incluye raros volúmenes a partir del siglo XVI relacionados con representaciones de temas sagrados y profanos y fábulas pastorales, prestigiosas ediciones ilustradas del siglo XVII y un gran número de ejemplares autografiados y anotados.